# 劉少軍
劉 少軍（りゅう しょうぐん、1962年7月 - ）は、中華人民共和国の魚類学者。

## 経歴
1962年7月、湖南省長沙市で生まれる。父の劉筠は魚類学者。母の胡運瑾は湖南師範学院の教員。湖南師範大学附属中学を経て、1986年、湖南師範大学を卒業。1986年に大学卒業と同時に同校の教職員となった。2000年中山大学にて博士の学位取得。

## 著述
- (中国語) 魚類遠縁雜交. 北京市: 科学出版社. (2017). ISBN 9787030420695

## 栄典
- 2003年、国家科技進歩賞（二級）。
- 2007年、国家傑出青年科学基金。
- 2011年、国家科技進歩賞（二級）。
- 2018年、全国労動勛章。
- 2018年、国家科技進歩賞（二級）。
- 2019年11月22日、中国工程院院士[3]。